# Phyllis Allen
Phyllis Allen (Staten Island, 25 novembre 1861 – Los Angeles, 26 marzo 1938) è stata un'attrice statunitense all'epoca del cinema muto, specializzata in ruoli comici.

## Biografia
Phyllis Allen si accostò al mondo del cinema nel 1910 dopo anni di esperienza sui palcoscenici del vaudeville e del musical a Broadway. Giunonica attrice caratterista, grazie al fisico possente e prosperoso, impersonò il prototipo della moglie dominatrice, armata di mattarello come Chaplin la ritrasse mirabilmente nel suo capolavoro Giorno di paga (1922).
Le sue prime esperienze cinematografiche furono in produzioni Selig, quindi dal 1913 passò alla squadra Keystone, recitando al fianco di Mabel Normand, Ford Sterling, Roscoe 'Fatty' Arbuckle, Mack Swain e nel 1914 nei primi cortometraggi di Charlie Chaplin, beneficiando di riflesso del suo successo.
Nel marzo del 1916 abbandonò la Keystone di Mack Sennett per aggregarsi alla Fox. Nel 1920 recitò nella serie di commedie Model Comedies al fianco di Gale Henry, chiudendo la carriera nei due capolavori First National di Chaplin, Giorno di paga (1922) e Il pellegrino (1923).

## Filmografia parziale
- Murphy's I.O.U., regia di Henry Lehrman - cortometraggio (1913)
- Fatty at San Diego, regia di George Nichols - cortometraggio (1913)
- Charlot falso barone (Caught in a Cabaret), regia di Mabel Normand - cortometraggio (1914)
- Charlot cerca marito (A Busy Day), regia di Mack Sennett - cortometraggio (1914)
- Charlot trovarobe (The Property Man), regia di Charlie Chaplin - cortometraggio (1914)
- Charlot si diverte (The Rounders), regia di Charlie Chaplin e Roscoe Arbuckle - cortometraggio (1914)
- Hello, Mabel, regia di Mabel Normand - cortometraggio (1914)
- Charlot panettiere (Dough and Dynamite), regia di Charlie Chaplin - cortometraggio (1914)
- Charlot alle corse (Gentlemen of Nerve), regia di Charlie Chaplin – cortometraggio (1914)
- Charlot papà (His Trysting Place), regia di Charlie Chaplin – cortometraggio (1914)
- Il fortunoso romanzo di Tillie (Tillie's Punctured Romance), regia di Mack Sennett (1914)
- Charlot ai giardini pubblici (Getting Acquainted), regia di Charlie Chaplin – cortometraggio (1914)
- Fatty's Plucky Pup - cortometraggio (1915)
- Fickle Fatty's Fall, regia di Roscoe Arbuckle - cortometraggio (1915)
- Charlot a teatro (A Night in the Show), regia di Charles Chaplin - cortometraggio (1915)

- Gussle's Backward Way (1915)

- L'evaso (The Adventurer), regia di Charles Chaplin - cortometraggio (1917)
- Giorno di paga (Pay Day), regia di Charles Chaplin - cortometraggio (1922)
- Il pellegrino (The Pilgrim), regia di Charles Chaplin (1923)